# Fabian Plak
Fabian Plak (ur. 23 lipca 1997 w Tuitjenhorn) – holenderski siatkarz, grający na pozycji środkowego, reprezentant Holandii. 
Jest synem surinamskiego mistrza świata w kickboxingu Kennetha Plaka i holenderskiej siatkarki o imieniu Karin. Jego starsza siostra Celeste, również jest siatkarką.

## Sukcesy klubowe
Liga bałtycka:
- 2019

Liga estońska:
- 2019

Superpuchar Hiszpanii:
- 2019

Puchar Hiszpanii:
- 2020

Superpuchar Francji:
- 2021

Puchar Francji:
- 2022[5]

Liga francuska:
- 2023[6]

## Sukcesy reprezentacyjne
Liga Europejska:
- 2019